# Porophryne erythrodactylus
Porophryne erythrodactylus es un pez endémico de Australia que pertenece a la familia Antennariidae. Esta especie se encuentra en el suburbio de Kurnell y la isla Bare, en Nueva Gales del Sur. Es la única conocida de su género. Porophryne erythrodactylus puede camuflarse fácilmente, ya que su aspecto se asemeja a una roca.
Fue reconocida por primera vez en 2014, por Rachel J. Arnold, Robert Geoffrey Harcourt y Theodore Wells Pietsch III.

### Lectura recomendada
- Arnold, R.J., Harcourt, R., & T.W. Pietsch. 2014. New genus and species of the frogfish family Antennariidae (Teleostei: Lophiiformes: Antennarioidei) from New South Wales, Australia, with a diagnosis and key to the genera of the Histiophryninae.